# Radiometrisk datering

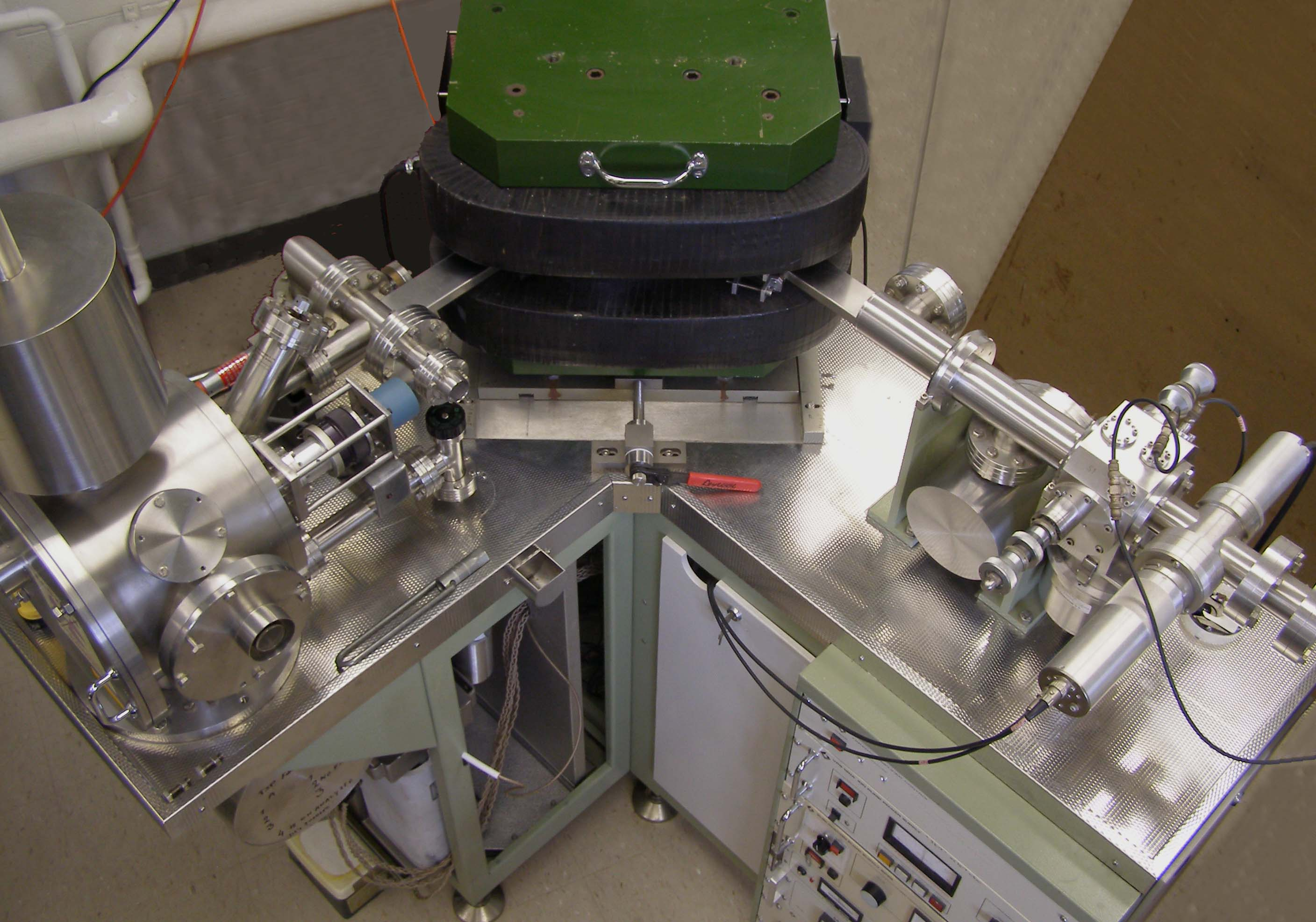
Masspektrometer för radiometrisk datering.

Radiometrisk datering är dateringsmetoder för att bestämma åldern på bergarter, fossil, med mera, genom att mäta det radioaktiva sönderfallet hos olika grundämnens isotoper. Metoden används primärt inom geologi och arkeologi och är framförallt användbar över stora tidsrymder. 

## Metoder
Punkt 1-7 har samma referens 
1. Rubidium-strontium-metoden: 87Ru och 87Sr, halveringstid 49,4 miljarder år
2. Lutetium-hafnium-metoden: 176Lu och 176Hf, halveringstid 37,1 miljarder år
3. Thorium-bly-metoden: 232Th och 208Pb, halveringstid 14 miljarder år
4. Uran–bly-metoden: utgår från förhållandet mellan 235U och 238U samt dotterisotoperna 207Pb och 206Pb. Metoden är mycket pålitlig på grund av att den använder två kemiskt identiska klockor med två halveringstider. 238U och 206Pb, halveringstid 4,47 miljarder år. 235U och 207Pb, halveringstid 704 miljoner år
5. Kalium-argon-metoden: 40K och 40Ar, med en halveringstid på 1,26 miljard år. Metoden är osäker eftersom argon är en gas, som under vissa förhållanden kan lämna mineralet, men detta problem undviks genom att verifiera med argon-argondatering, som mäter provets isotopsammansättning.
6. Aluminium-magnesium-metoden: 26Al och 26Mg, halveringstid 717 000 år
7. Kol-14-metoden: 14C och 14N, halveringstid 5 730 år. Användbar för att datera organiskt material som dött för upp till cirka 60 000 år sedan.
8. Samarium–neodym-datering
9. Argon–argondatering
10. Fissionsspårsdatering baseras på att när urankärnor klyvs bildas fissionsspår i mineralet.
11. Termoluminiscensdatering används på fynd som värmts upp, till exempel lergods och magma.